# (9859) Van Lierde
Pour les articles homonymes, voir Van Lierde.
(9859) Van Lierde est un astéroïde de la ceinture principale.

## Description
(9859) Van Lierde est un astéroïde de la ceinture principale. Il fut découvert le 3 août 1991 à La Silla par Eric Walter Elst. Il présente une orbite caractérisée par un demi-grand axe de 2,88 UA, une excentricité de 0,01 et une inclinaison de 1,2° par rapport à l'écliptique.

## Compléments